# Horobiivka, Makariv
Horobiivka (în ucraineană Горобіївка) este un sat în comuna Bîșiv din raionul Makariv, regiunea Kiev, Ucraina.

## Demografie
Componența lingvistică a localității Horobiivka
     Ucraineană (96,37%)
     Rusă (3,23%)
     Alte limbi (0,4%)
Conform recensământului din 2001, majoritatea populației localității Horobiivka era vorbitoare de ucraineană (96,37%), existând în minoritate și vorbitori de rusă (3,23%).